# Wapen van Kortenhoef

Het wapen van Kortenhoef

Het wapen van Kortenhoef is het wapen dat op 28 juni 1839 door de Hoge Raad van Adel aan de Heerlijkheid Kortenhoef werd verleend. Het wapen is nooit officieel aan de gemeente Kortenhoef verleend, maar de gemeente heeft er wel voor gekozen het heerlijkheidswapen te gebruiken. Het wapen bleef bij de gemeente in gebruik tot 1 augustus 1966, toen de gemeente werd opgeheven en opging in de gemeente 's-Graveland. De gemeente 's-Graveland heeft een nieuw wapen in gebruik genomen met daarin geen herkenbare symbolen voor het wapen van Kortenhoef.

## Blazoenering
De blazoenering van het wapen luidde als volgt:
Gevierendeeld; het eerste en vierde van goud, beladen met een halve paardenvoet van sabel, het hoefijzer van zilver; het tweede en derde van keel, beladen met een pelikaan met uitgespreiden vleugels, staande met zijne jongen op een nest, alles van zilver.
Het wapen bestond uit vier kwartieren, het eerste en vierde kwartier waren van goud met daarop een zwarte paardenvoet. Aan de hoef was een zilveren hoefijzer bevestigd. Het tweede en derde kwartier waren rood van kleur met daarop in het zilver een pelikaan met de vleugels naar boven gericht en voor zich een aantal jongen in het nest. Symbool voor Jezus die zijn eigen lichaam offert voor de mensheid.

## Vergelijkbare wapens
Het wapen van Kortenhoef komt ook, gedeeltelijk of symbolisch terug in andere wapens. Het wapen is gedeeltelijk opgenomen in het wapen van de gelijknamige polder. Het eerste en tweede kwartier zijn in die volgorde opgenomen in de bovenste helft van het doorsneden wapen.
Het wapen van Kortenhoef is na de gemeentelijke fusie niet gedeeltelijk opgenomen in het nieuwe gemeentewapen. In plaats daarvan wordt Kortenhoef gesymboliseerd door een gouden snoek in de voet van het schild.

Het wapen van Polder Kortenhoef
Het wapen van 's-Graveland

Abbekerk
· Akersloot
· Andijk
· Ankeveen
· Anna Paulowna
· Assendelft
· Avenhorn
· Barsingerhorn
· Beemster
· Beets
· Bennebroek
· Berkenrode
· Berkhout
· Bijlmermeer
· Blokker
· Bovenkarspel
· Broek in Waterland
· Broek op Langedijk
· Buiksloot
· Bussum
· Callantsoog
· De Rijp
· Egmond
· Egmond aan Zee
· Egmond-Binnen
· Graft
·  Graft-De Rijp
· 's-Graveland
· Groet
· Grootebroek
· Grosthuizen
· Haarlemmerliede
· Haarlemmerliede en Spaarnwoude
· Harenkarspel
· Heerhugowaard
· Hensbroek
· Hoogkarspel
· Hoogwoud
· Ilpendam
· Jisp
· Kalslagen
· Katwoude
· Koedijk
· Koog aan de Zaan
· Kortenhoef
· Krommenie
· Kwadijk
· Langedijk
· Leimuiden
· Limmen
· Marken
· Middelie
· Midwoud
· Monnickendam
· Muiden
· Naarden
· Nederhorst den Berg
· Nibbixwoud
· Niedorp
· Nieuwe Niedorp
· Nieuwendam
· Nieuwer-Amstel
· Noord-Scharwoude
· Noorder-Koggenland
· Obdam
· Oosthuizen
· Opperdoes
· Oterleek
· Oude Niedorp
· Oudendijk
· Oudkarspel
· Oudorp
· Petten
· Ransdorp
· Schardam
· Scharwoude
· Schellingwoude
· Schellinkhout
· Schermer
· Schermerhorn
· Schoorl
· Schoten
· Sijbekarspel
· Sint Maarten
· Sint Pancras
· Sloten
· Spaarndam
· Spaarnwoude
· Spanbroek
· Twisk
· Urk
· Ursem
· Veenhuizen
· Venhuizen
· Warder
· Warmenhuizen
· Waverveen
· Weesp
· Weesperkarspel
· Wervershoof
· Wester-Koggenland
· Westwoud
· Westzaan
· Wieringen
· Wieringermeer
· Wieringerwaard
· Wijdenes
. Wijdewormer
. Wijk aan Zee en Duin
· Wimmenum
· Winkel
· Wognum
· Wormer
· Wormerveer
· Zaandam
· Zaandijk
· Zeevang
· Zijpe
· Zuid-Scharwoude
· Zuid- en Noord-Schermer
· Zwaag

Dorpswapens:
Hauwert
· Volendam
· Zwaagdijk-West